# Wapen van Putte (België)

Het wapen van de gemeente Putte

Het wapen van Putte werd op 6 oktober 1819 per Koninklijk Besluit aan de Antwerpse gemeente Putte verleend. Bij KB van 29 mei 1858 werd het wapen door de Belgische overheid opnieuw verleend. Ten slotte werd het wapen bij MB van 11 juni 1991 voor de fusiegemeente Putte bevestigd. De laatste blazoenering luidt als volgt:
In lazuur drie molenijzers van goud en een uitgetand omboordsel van hetzelfde.

## Geschiedenis
Het wapen van Putte is afgeleid van dat van de familie Van Broeckhoven, die van 1660 tot 1793 de heren van Putte leverde. De heerlijkheid Putte werd in 1660 verkocht aan Antoon Ferdinand van Broeckhoven, destijds burgemeester van Brussel, die in 1664 tot baron verheven werd. Putte bleef binnen de familie Van Broeckhoven tot het in de 18e eeuw naar de familie Van der Steghen overging.

## Verwant wapen

Het wapen van de familie van Broekhoven